# Marcela Matta
Marcela Matta (1972) es una escritora, guionista y productora uruguaya.

## Biografía
Matta se formó en la Escuela de Cine del Uruguay.
Dirigió, guiono y editó el largometraje de ficción Los Modernos en 2016, con Mauro Sarser. La película fue galardonada premio a mejor largometraje de ficción en el Festival Internacional de Cine de Gibara.
Es productora de cine y de televisión, trabajó para TV Ciudad. 
Es miembro de la Comisión Directiva Honoraria de Cinemateca Uruguaya desde 2006.

## Filmografía
- 2011, 3 Millones
- 2016, Los Modernos
- 2021, Muerto con Gloria
- 2022, El Vuelo del Bebé, Baby's Flight.

## Libros
- 2015, Muñeca